# Ayuntamiento de Houston

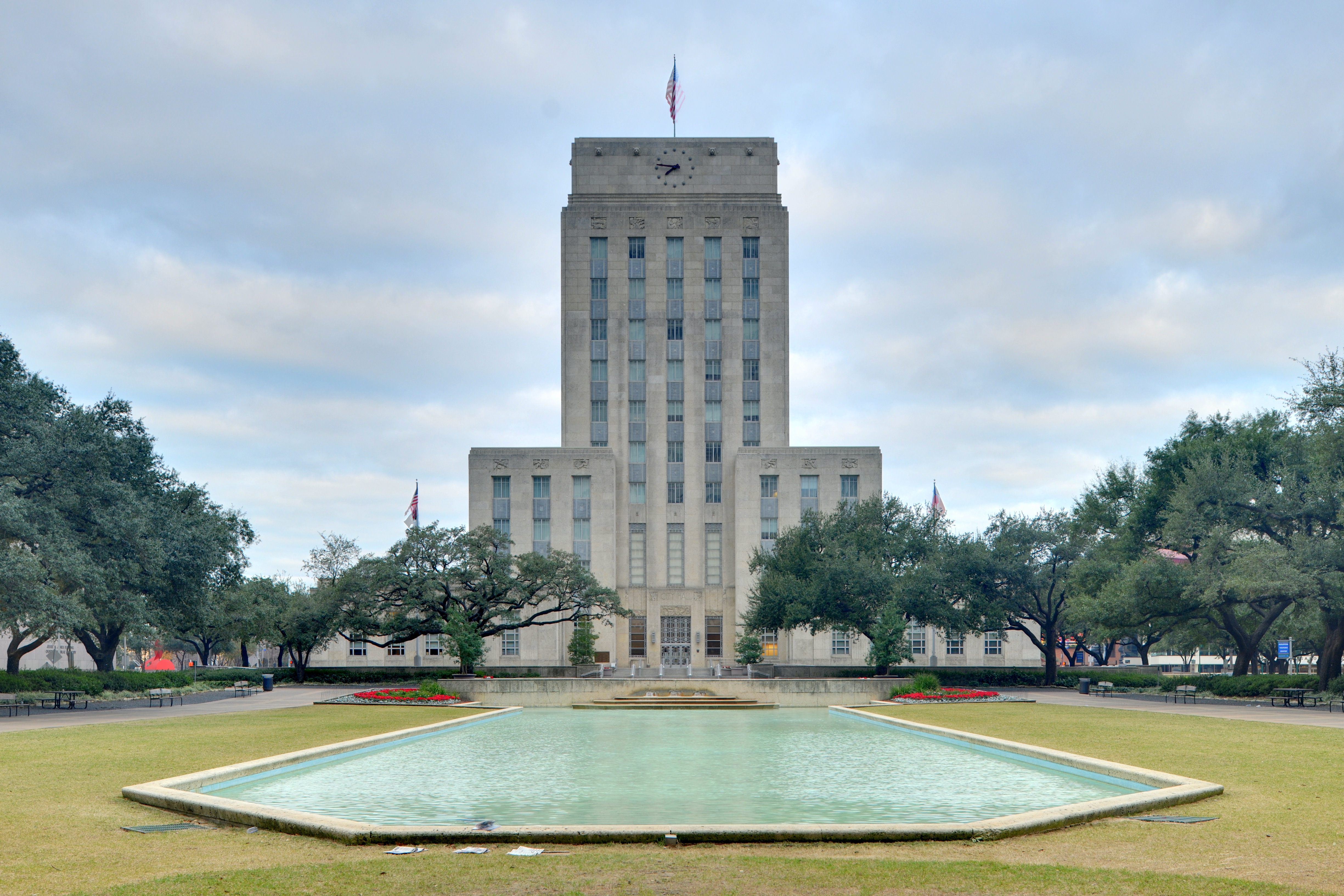
Alcaldía de Houston

El Ayuntamiento de Houston (Houston City Hall) es la casa consistorial de Houston, Texas. La alcaldía, en el Registro Nacional de Lugares Históricos, está situado en Downtown Houston. Tiene el estilo arquitectónico art déco. Joseph Finger diseñó la alcaldía, que abrió en 1939.